# Церква Ісус є Господом у всьому світі
Церква Ісуса Господа у всьому світі (англ. Jesus Is Lord Church Worldwide) є християнською мегацерковою, що базується на Філіппінах. Вона описує себе як церкву повного Євангелія, зосереджену на Христі та засновану на Біблії, з 5 мільйонами членів у 60 країнах станом на 2018 рік. Більшість членів за кордоном є закордонними філіппінськими робітниками та їхніми сім’ями.

## Історія
Церква Ісус є Господом почалася в 1978 році, коли Едді Вільянуєва, колишній комуніст-атеїст, активіст і професор, зібрався з 15 членами, які вивчають Біблію, у Політехнічному університеті Філіппін (тоді відомому як Філіппінський комерційний коледж). Будучи професором економіки та фінансів в університеті, Вільянуева проповідував Євангеліє своїм учням.
З 15 студентів зріс до понад 5 мільйонів членів і заснував церкви на всіх Філіппінах та в інших країнах сусідніх азійських країн, Європи, Австралії, Америки, Близького Сходу та Африки. Церква також охоплює багато мільйонів людей через своє телебачення, радіо, літературу, відеослужіння.